# خانه تونی
خانه تونی
خانه تونی مربوط به دوره قاجار است و درشهرستان دزفول، محله لوریان واقع شده و این اثر در تاریخ ۱۷ اسفند ۱۳۸۱ با شمارهٔ ثبت ۷۹۱۵ به‌عنوان یکی از آثار ملی ایران به ثبت رسیده است.